# Luisa Taraz
Luisa Taraz (* 1978 in Hamburg) ist eine deutsche Schauspielerin und Theaterregisseurin.

## Leben
Luisa Taraz studierte von 2001 bis 2005 an der Zürcher Hochschule der Künste Schauspiel. Von 2005 bis 2007 war sie Ensemblemitglied am Theater Kiel. Es folgten Engagements in Braunschweig, Leipzig, Berlin und München. Seit 2007 ist sie freie Schauspielerin und spielte u. a. auf Kampnagel (Rio Bar, 2011), am Thalia Theater (In My Secret Life, 2012) oder am Deutschen Schauspielhaus (Signs & Wunder, 2014). Sie gastierte u. a. in New York, Kampala, Zürich und Kopenhagen. 2015 spielte sie am Deutschen Schauspielhaus unter der Regie von Signa, dem weitere Produktionen folgten wie 2016 Wir Hunde/Us Dogs in Kooperation mit den Wiener Festwochen. 2017 spielte sie Das Heuvolk an den Internationalen Schillertagen in Mannheim und am Ernst-Deutsch-Theater die Rolle der Julia in 1984 von George Orwell unter der Regie von Elias Perrig. 2017/2018 spielt sie am Deutschen Schauspielhaus in Hamburg in Das halbe Leid unter der Regie von SIGNA.
Als Regisseurin feierte Taraz 2013 im Nachtasyl des Thalia Theaters mit Geschlossene Gesellschaft von Jean-Paul Sartre ihr Debüt. 2014 inszenierte sie für das Kaltstart Theaterfestival in Hamburg Für die Nacht von Laura de Weck und erneut im Nachtasyl des Thalia Theaters Die Bakchen nach Euripides. 2015 wird ihre Inszenierung Ein anarchistischer Bankier nach der Erzählung von Fernando Pessoa von dem Theaterstaat Festival in Berlin eingeladen. Im selben Jahr inszenierte sie das Flüchtlingsdrama Als mein Vater ein Busch wurde von Joke van Leeuwen. Ebenfalls 2015 brachte sie die Uraufführung Nach Hause von Christiane Kalss und Manuel Weber im Rahmen des Reeperbahn Festivals auf die Bühne. 2016 wurde ihre Inszenierung Politik und Liebe machen zum Theaterstaat Festival eingeladen. Im Herbst 2016 inszenierte sie Lenz nach Georg Büchner im Kraine Theater in New York.
Taraz lebt in Berlin und Hamburg.